# 中村伸人
中村 伸人（なかむら のぶと、1974年12月18日 - ）は、日本の実業家。

## 経歴
2002年5月、27歳でスポーツコミュニティ株式会社を設立（現：代表取締役）。
スポーツを通じた人間教育、子どもと共に指導員も一緒に成長する「共育」を指導理念とした、日本最大級の会員数を誇る体操教室を日本全国及び台湾に展開させている。また、日本におけるスポーツの問題点をビジネスとして解決していくことをミッションとし、スポーツのスクール事業だけではなく、スポーツでまだビジネス化できていない事業についても独自の方法でキャッシュポイントを見つけビジネス化している。
・2023年1月より、BS11ForJapan-日本の未来がココに⁻に出演。
・2024年4月より、ForJapanチャンネル＠ABEMA-日本を経営せよ-に出演中。
1．固定施設を持たない
固定施設を持たない体操教室を全国に展開。あえて、固定施設を持たないことで子どもたちが通いやすく、人口の移り変わりによる商圏の変化に対応できる安定したビジネスを行っている。
2．大型トランポリン
器械体操の教室にもかかわらず、日本で唯一、「トランポリン」を種目として全教室に取り入れ、独自のサービスを提供。運動嫌いな子どもも含め、誰でも馴染めて運動を楽しめることで、多くの保護者、子どもたちから支持を得て、教室の人気を維持・向上している。体操のみのスポーツ教室としては、日本最大級の会員数を持つほどに成長させた。
3．スポーツを通じた人間教育
創業時よりスポーツを通じた人間教育・非認知能力の向上を提唱し、挨拶や礼儀の大切さはもちろん、子どもの発達発育過程や心の成長に直接ふれあい、時代が変化しても社会に出て活躍できる人間に成長できる教育に力を入れている。
4．共育
「子どもに成長してもらうためには、指導者も一緒に成長する必要がある」という「共育」を指導理念としている。これには、様々なスポーツ出身の指導者が、自身の体験から得たスポーツからの学びを次世代の子ども達に伝え、子ども達から得た気づきも指導力の源にしていくという意味を込めている。子ども達への教育だけでなく、指導者の人間性を磨く指導者育成にも力を入れている。
5．スポーツビジネスの海外展開
2019年には、台湾に子会社を設立し、日本のスポーツ教育を世界へ伝える活動にも力を入れている。2023年には、台湾の体操教室をM&Aし4店舗取得。さらには自社ブランドの教室を1店舗出店し、現地法人で合計5店舗運営している。
6．スポーツビジネスにおける事業展開
2015年、体操器具、ユニフォーム、シューズの製造・販売を行うサルトスポーツ株式会社を設立。2024年5月、スポーツ業界でのITビジネスへも本格的に参入し、スポーツコミュニティテック株式会社を設立。